# Argia tinctipennis
Argia tinctipennis är en trollsländeart som beskrevs av Selys 1865. Argia tinctipennis ingår i släktet Argia och familjen dammflicksländor. Inga underarter finns listade i Catalogue of Life.